# Northeast Conference

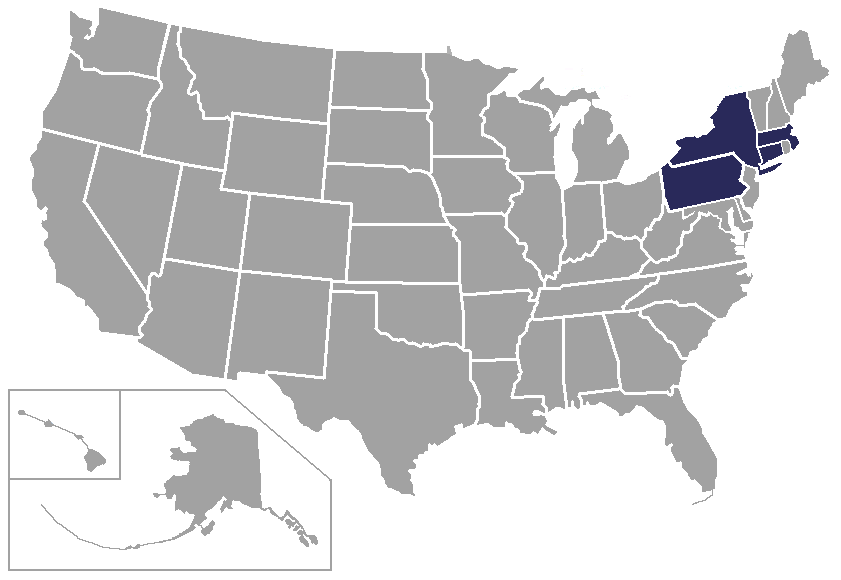
Ausdehnung der Northeast Conference

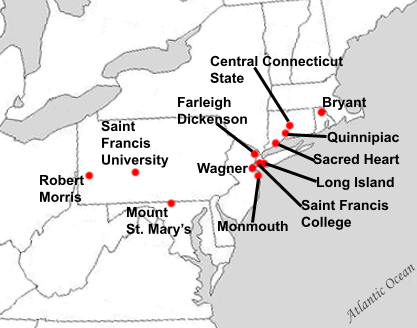
Lage der Vollmitglieder

Die Northeast Conference ist eine aus zehn Universitäten bestehende Liga für diverse Sportarten, die in der NCAA Division I spielen.
Die Liga wurde 1981 gegründet. Die Mitglieder befinden sich im Nordosten der Vereinigten Staaten. Der Hauptsitz befindet sich in Somerset im Bundesstaat New Jersey.

## Mitglieder
Ausscheidendes Mitglied in Rosa.
| Universität                          | Ort                          | gegründet | Trägerschaft | Studenten | beigetreten | Teamname    |
| ------------------------------------ | ---------------------------- | --------- | ------------ | --------- | ----------- | ----------- |
| Central Connecticut State University | New Britain, CT              | 1849      | staatlich    | 12.233    | 1997        | Blue Devils |
| Chicago State University             | Chicago, IL                  | 1867      | staatlich    | 2.317     | 2024        | Cougars     |
| Fairleigh Dickinson University       | Teaneck, NJ                  | 1942      | privat       | 12.158    | 1981        | Knights     |
| Le Moyne College1                    | DeWitt, NY                   | 1946      | privat       | 2.801     | 2023        | Dolphins    |
| Long Island University2              | Brooklyn und Brookville, NY3 | 1926      | privat       | 24.170    | 1981        | Sharks      |
| Mercyhurst University4               | Erie, PA                     | 1926      | privat       | 2.759     | 2024        | Lakers      |
| University of New Haven              | West Haven, CT               | 1920      | privat       | 7.513     | 2025        | Chargers    |
| Saint Francis University             | Loretto, PA                  | 1847      | privat       | 2.618     | 1981        | Red Flash   |
| Stonehill College6                   | Easton, MA                   | 1948      | privat       | 2.479     | 2022        | Skyhawks    |
| Wagner College                       | Staten Island, NY            | 1883      | privat       | 2.275     | 1981        | Seahawks    |

1 Das Le Moyne College wurde 2023 Vollmitglied der Northeast Conference und wird am 1. Juli 2026 Vollmitglied der NCAA Division I.

2 Vor dem akademischen Jahr 2019–20 wurde die Mitgliedschaft der LIU in der Northeast Conference vom Campus in Brooklyn abgehalten. Die Universität fusionierte das Brooklyner Sportprogramm mit dem NCAA Division II-Programm ihres Post-Campus in der Gemeinde Nassau County in Brookville.

3 Einige Sportarten, vor allem Basketball, werden in Brooklyn gespielt, während andere, vor allem Football, in Brookville gespielt werden.

4 Die Mercyhurst University wurde 2024 ein vollwertiges Mitglied der Northeast Conference, aber bis 2027 kein vollständiges NCAA Division I Mitglied werden.

5 Die Saint Francis University wird im Juli 2026 mit dem Wechsel in die NCAA Division III beginnen und der Presidents‘ Athletic Conference beitreten.

6 Das Stonehill College wurde 2022 ein vollwertiges Mitglied der Northeast Conference, aber bis 2025 kein vollständiges NCAA Division I Mitglied werden.

### Assoziierte Mitglieder
| Universität                                 | Ort                          | gegründet | Trägerschaft       | Studenten | beigetreten | Teamname      | Sportart(en)                                                | Main-Conference               |
| ------------------------------------------- | ---------------------------- | --------- | ------------------ | --------- | ----------- | ------------- | ----------------------------------------------------------- | ----------------------------- |
| Binghamton University                       | Vestal, New York 1           | 1946      | staatlich          | 16.098    | 2023        | Bearcats      | Golf (Männer) Tennis (Männer und Frauen)                    | America East                  |
| Cleveland State University                  | Cleveland, Ohio              | 1964      | staatlich          | 16.418    | 2024        | Vikings       | Lacrosse (Männer)                                           | Horizon                       |
| Coppin State University                     | Baltimore, Maryland          | 1900      | staatlich (HBCU)   | 2.348     | 2022        | Eagles        | Baseball                                                    | MEAC                          |
| Daemen University                           | Amherst, New York            | 1947      | privat             | 2.156     | 2022        | Wildcats      | Volleyball (Männer)                                         | East Coast (NCAA Division II) |
| Delaware State University                   | Dover, Delaware              | 1891      | staatlich 2 (HBCU) | 4.768     | 2022        | Hornets       | Baseball Golf (Frauen)                                      | MEAC                          |
| Delaware State University                   | Dover, Delaware              | 1891      | staatlich 2 (HBCU) | 4.768     | 2023        | Hornets       | Fußball (Frauen) Lacrosse (Frauen)                          | MEAC                          |
| University of Detroit Mercy                 | Detroit, Michigan            | 1877      | privat             | 5.700     | 2024        | Titans        | Lacrosse (Männer)                                           | Horizon                       |
| Duquesne University                         | Pittsburgh, PA               | 1878      | privat             | 10.184    | 2008        | Dukes         | Football                                                    | Atlantic 10                   |
| Duquesne University                         | Pittsburgh, PA               | 1878      | privat             | 10.184    | 2016        | Dukes         | Bowling (Frauen)                                            | Atlantic 10                   |
| D’Youville University                       | Buffalo, New York            | 1946      | privat             | 1.475     | 2022        | Saints        | Volleyball (Männer)                                         | East Coast (NCAA Division II) |
| Fairfield University                        | Fairfield, CT                | 1942      | privat             | 4.991     | 2019 3      | Stags         | Feldhockey (Frauen)                                         | MAAC                          |
| Howard University                           | Washington, DC               | 1867      | privat (HBCU)      | 10.000    | 2020        | Bison         | Schwimmen (Männer und Frauen)                               | MEAC                          |
| Howard University                           | Washington, DC               | 1867      | privat (HBCU)      | 10.000    | 2021        | Bison         | Fußball (Männer und Frauen) Golf (Frauen) Lacrosse (Frauen) | MEAC                          |
| Howard University                           | Washington, DC               | 1867      | privat (HBCU)      | 10.000    | 2022        | Bison         | Golf (Männer)                                               | MEAC                          |
| Manhattan University                        | Riverdale, NY                | 1853      | privat             | 4.132     | 2025        | Jaspers       | Volleyball (Männer)                                         | MAAC                          |
| Merrimack College 4                         | North Andover, MA            | 1947      | privat             | 3.726     | 2024        | Warriors      | Feldhockey (Frauen)                                         | MAAC                          |
| Monmouth University 5                       | West Long Branch, New Jersey | 1933      | privat             | 5.675     | 2024        | Hawks         | Bowling (Frauen)                                            | CAA                           |
| Niagara University                          | Lewiston, New York 6         | 1856      | privat             | 3.765     | 2023        | Purple Eagles | Bowling (Frauen)                                            | MAAC                          |
| Norfolk State University                    | Norfolk, Virginia            | 1935      | staatlich (HBCU)   | 5.601     | 2022        | Spartans      | Baseball                                                    | MEAC                          |
| North Carolina Central University           | Durham, North Carolina       | 1910      | staatlich (HBCU)   | 8.011     | 2022        | Hawks         | Golf (Männer und Frauen)                                    | MEAC                          |
| Rider University                            | Lawrenceville, NJ            | 1865      | privat             | 5.790     | 2019 7      | Broncs        | Feldhockey (Frauen)                                         | MAAC                          |
| Robert Morris University                    | Moon Township, Pennsylvania  | 1921      | privat             | 4.895     | 2024 8      | Colonials     | Football                                                    | Horizon                       |
| Robert Morris University                    | Moon Township, Pennsylvania  | 1921      | privat             | 4.895     | 2024 8      | Colonials     | Lacrosse (Männer)                                           | Horizon                       |
| Sacred Heart University 9                   | Fairfield, CT                | 1963      | privat             | 5.974     | 2024        | Pioneers      | Feldhockey (Frauen)                                         | MAAC                          |
| University of Maryland Eastern Shore (UMES) | Princess Anne, Maryland      | 1886      | staatlich (HBCU)   | 2.888     | 2022        | Hawks         | Baseball Golf (Männer und Frauen)                           | MEAC                          |
| University of Maryland Eastern Shore (UMES) | Princess Anne, Maryland      | 1886      | staatlich (HBCU)   | 2.888     | 2025        | Hawks         | Volleyball (Männer)                                         | MEAC                          |
| Virginia Military Institute (VMI)           | Lexington, Virginia          | 1839      | staatlich          | 1.772     | 2024        | Keydets       | Lacrosse (Männer)                                           | SoCon                         |

1 Der Campus hat eine Postanschrift in Binghamton.

2 Delaware State ist als „privately governed, state-assisted“ (deutsch: „privat verwaltete, staatlich unterstützte“) Einrichtung anerkannt.

3 Fairfield hatte zuvor von 2004 bis 2006 (akademische Jahre 2004–05 bis 2006–07) im Feldhockey der NEC teilgenommen.

4 Merrimack war von 2019 bis 2024 Vollmitglied der NEC.

5 Monmouth war von 1985 bis 2013 Vollmitglied der NEC.

6 Die Postanschrift des Campus lautet „Niagara University“.

7 Rider hatte zuvor von 1998 bis 2012 (akademische Jahre 1998–99 bis 2012–13) im Feldhockey der NEC teilgenommen.

8 Robert Morris war von 1981 bis 2020 Vollmitglied der NEC.

9 Sacred Heart war von 1999 bis 2024 Vollmitglied der NEC.